# Graceland (serie televisiva)
Graceland è una serie televisiva statunitense creata da Jeff Eastin per il cabler USA Network, trasmessa dal 6 giugno 2013.
In Italia ha debuttato il 20 maggio 2014, trasmessa dai canali di Fox Italia. Il 1º ottobre 2015 USA Network ha ufficialmente cancellato la serie dopo tre stagioni.

## Trama
Un gruppo di agenti federali sotto copertura provenienti da diverse agenzie di sicurezza statunitensi (DEA, FBI e ICE) si trova a coabitare in una casa sulla spiaggia confiscata nel sud della California, chiamata proprio Graceland. L'agente speciale dell'FBI Mike Warren è assegnato a Graceland proprio alla fine dell'addestramento a Quantico.

## Episodi
| Stagione         | Episodi | Prima TV USA | Prima TV Italia |
| ---------------- | ------- | ------------ | --------------- |
| Prima stagione   | 12      | 2013         | 2014            |
| Seconda stagione | 13      | 2014         | 2015            |
| Terza stagione   | 13      | 2015         | 2015            |

## Personaggi e interpreti

### Personaggi principali
- Agente dell'FBI Paul Briggs (stagioni 1-3), interpretato da Daniel Sunjata, doppiato da Fabio Boccanera.
- Agente dell'FBI Mike "Levi" Warren (stagione 1-3), interpretato da Aaron Tveit, doppiato da Alessandro Ward.
- Agente dell'FBI Catherine "Charlie" DeMarco (stagioni 1-3), interpretato da Vanessa Ferlito, doppiata da Alessia Amendola.
- Agente della ICE Dale "DJ" Jakes (stagioni 1-3), interpretato da Brandon Jay McLaren, doppiato da Francesco Meoni.
- Agente dell'FBI Joe "Johnny" Tuturro (stagioni 1-3), interpretato da Manny Montana, doppiato da Federico Campaiola.
- Agente della DEA Paige Arkin (stagioni 1-3), interpretato da Serinda Swan, doppiata da Guendalina Ward.

### Personaggi secondari
- Agente della DEA Lauren Kincaid, interpretata da Scottie Thompson.
- Capo Sezione Quantico, Agente speciale Sam Campbell, interpretato da Courtney B. Vance.
- Supervisore agenti DEA Gerry Silvo, interpretato da Jay Karnes.
- Ufficiale di controllo dell'FBI Juan Badillo, interpretato da Pedro Pascal.
- Il criminale: Jeremiah Bello, interpretato da Gbenga Akinnagbe.
- Fidanzata di Mike, Abby interpretata da Jenn Proske.
- Il boss messicano Carlos Solano, interpretato da Nestor Serrano.
- Il figlio Carlito, interpretato da Erik Valdez.
- Lucia Solano, sorella di Carlito, interpretata da Jamie Gray Hyder.
- Sid Markham, interpretato da Carmine Giovinazzo, doppiato da Alessandro Quarta. È il capitano corrotto della Task Force della Polizia di Los Angeles.

## Produzione
Ispirata a una storia vera, è stata ordinata a giugno 2012 per essere trasmessa dall'estate 2013. L'attrice Serinda Swan era stata inizialmente scritturata per un ruolo da guest star, ma il 30 novembre è stata promossa a membro regolare del cast.